# Códigos Negros (Estados Unidos)
Os Códigos Negros, às vezes chamados de Leis Negras, eram leis que regiam a conduta dos afro-americanos (tanto livres quanto libertos ). Em 1832, James Kent escreveu que "na maior parte dos Estados Unidos, há uma distinção em relação aos privilégios políticos, entre pessoas brancas livres e pessoas de cor livres de sangue africano; e em nenhuma parte do país estas últimas, em particular, na verdade, participem igualmente com os brancos, no exercício dos direitos civis e políticos”. Embora os Códigos Negros existissem antes da Guerra Civil e embora muitos estados do Norte os tivessem, os estados do Sul dos EUA codificaram tais leis na prática diária. A mais conhecida destas leis foi aprovada pelos estados do Sul em 1865 e 1866, após a Guerra Civil, a fim de restringir a liberdade dos afro-americanos e para obrigá-los a trabalhar por salários baixos ou nenhum salário.
Antes da guerra, os estados do Norte que proibiam a escravidão também promulgaram leis semelhantes aos códigos de escravos e aos posteriores Códigos Negros: Connecticut, Ohio, Illinois, Indiana, Michigan, e Nova York promulgaram leis para desencorajar os negros livres de residirem naqueles. estados. Foram-lhes negados direitos políticos iguais, incluindo o direito de voto, o direito de frequentar escolas públicas e o direito à igualdade de tratamento perante a lei. Alguns dos estados do Norte, aqueles que as tinham, revogaram essas leis por volta da mesma altura em que a Guerra Civil terminou e a escravatura foi abolida por emenda constitucional.
Nos primeiros dois anos após a Guerra Civil, as legislaturas brancas aprovaram Códigos Negros modelados a partir dos códigos escravistas anteriores. (O nome "Códigos Negros" foi dado por "líderes negros e órgãos republicanos", segundo o historiador John S. Reynolds.) Os Códigos Negros faziam parte de um padrão mais amplo de democratas que tentavam manter o domínio político e suprimir os libertos, afro-americanos recém-emancipados. Eles estavam particularmente preocupados em controlar o movimento e o trabalho dos libertos, já que a escravidão havia sido substituída por um sistema de trabalho livre. Embora os libertos tivessem sido emancipados, suas vidas foram fortemente restringidas pelos Códigos Negros. A característica definidora dos Códigos Negros era a ampla lei contra a vadiagem, que permitia às autoridades locais prender libertos por infrações menores e submetê-los ao trabalho involuntário. Este período foi o início do sistema de arrendamento de condenados, também descrito como "escravidão com outro nome" por Douglas Blackmon em seu livro de 2008 com este título.

## Contexto
As leis contra a vadiagem datam do fim do feudalismo na Europa. Introduzidos pelas classes aristocráticas e proprietárias de terras, tinham o duplo propósito de restringir o acesso das classes “indesejáveis” aos espaços públicos e de garantir uma reserva de mão-de-obra. Os servos não foram emancipados de suas terras.

## História comparativa
O desejo de recuperar o trabalho de pessoas oficialmente emancipadas é comum entre sociedades (principalmente na América Latina) que foram construídas sobre o trabalho escravo. As leis contra a vadiagem e os sistemas de peonagem são características generalizadas das sociedades pós-escravidão. Uma teoria sugere que surgem leis particularmente restritivas em países maiores (compare-se a Jamaica com os Estados Unidos) onde o grupo dominante não ocupa terras com uma densidade suficientemente elevada para impedir que as pessoas libertadas obtenham as suas. Parece que os Estados Unidos tiveram um sucesso ímpar na manutenção da servidão involuntária após a emancipação legal.
Os historiadores também compararam o fim da escravatura nos Estados Unidos à descolonização formal das nações asiáticas e africanas . Tal como a emancipação, a descolonização foi uma mudança política marcante — mas o seu significado, segundo alguns historiadores, foi atenuado pela continuidade da exploração económica. O fim da escravatura legal nos Estados Unidos não pareceu ter efeitos importantes na economia global ou nas relações internacionais. Dado o padrão de continuidade económica, escreve o economista Pieter Emmer, “as palavras emancipação e abolição devem ser encaradas com a maior suspeita”.